# Harmony du Rabutin
Harmony du Rabutin, född 17 augusti 2017, är en fransk varmblodig travhäst som tränas av Guillaume Richard Huguet och körs av Serge Peltier.
Hon började tävla i februari 2021 och inledde med en seger. Hon har hittills sprungit in 397 050 euro på 43 starter, varav 16 segrar och 11 andraplatser samt 6 tredjeplatser. Den hittills största segern är tagen i Grand Prix du Conseil Municipal (2025).
Hon har även segrat i Grand Prix des 5 ans (2022), Prix de la Source Vichy Celestins (2025) och hon har även kommit på andraplats i Prix du Perche (2021) och kommit på tredjeplats i Grand Prix des 4 ans (2021).

## Statistik
| Statistik för Heuristique (Ref.) | Statistik för Heuristique (Ref.) | Statistik för Heuristique (Ref.) | Statistik för Heuristique (Ref.) | Statistik för Heuristique (Ref.) | Statistik för Heuristique (Ref.) |
| -------------------------------- | -------------------------------- | -------------------------------- | -------------------------------- | -------------------------------- | -------------------------------- |
| Starter                          | Placeringar                      | Startprissumma                   | Segerprocent                     | Platsprocent                     | Rekord                           |
| 43                               | 16-11-6                          | 397 050 euro                     | 37 %                             | 77 %                             | 1.11,3ak,                        |

### Större segrar
| År   | Lopp                            | Kusk          | Vinstbelopp | Grupp   |
| ---- | ------------------------------- | ------------- | ----------- | ------- |
| 2025 | Grand Prix du Conseil Municipal | Serge Peltier | 54 000 EUR  | Grupp 2 |